# Marcilly-lès-Buxy
Marcilly-lès-Buxy és un municipi francès, situat al departament de Saona i Loira i a la regió de Borgonya - Franc Comtat. L'any 2007 tenia 587 habitants.

## Demografia

### Població
El 2007 la població de fet de Marcilly-lès-Buxy era de 587 persones. Hi havia 221 famílies, de les quals 41 eren unipersonals (30 homes vivint sols i 11 dones vivint soles), 79 parelles sense fills, 94 parelles amb fills i 7 famílies monoparentals amb fills.
La població ha evolucionat segons el següent gràfic:
Habitants censats

### Habitatges
El 2007 hi havia 299 habitatges, 231 eren l'habitatge principal de la família, 45 eren segones residències i 23 estaven desocupats. 292 eren cases i 6 eren apartaments. Dels 231 habitatges principals, 196 estaven ocupats pels seus propietaris, 27 estaven llogats i ocupats pels llogaters i 7 estaven cedits a títol gratuït; 9 tenien dues cambres, 33 en tenien tres, 69 en tenien quatre i 119 en tenien cinc o més. 174 habitatges disposaven pel capbaix d'una plaça de pàrquing. A 81 habitatges hi havia un automòbil i a 141 n'hi havia dos o més.

### Piràmide de població
La piràmide de població per edats i sexe el 2009 era:
| Homes | Edats   | Dones |
| ----- | ------- | ----- |
| 0     | 95 o +  | 0     |
| 0     | 90 a 94 | 0     |
| 8     | 85 a 89 | 4     |
| 0     | 80 a 84 | 8     |
| 12    | 75 a 79 | 20    |
| 20    | 70 a 74 | 16    |
| 24    | 65 a 69 | 12    |
| 12    | 60 a 64 | 16    |
| 0     | 55 a 59 | 8     |
| 16    | 50 a 54 | 8     |
| 12    | 45 a 49 | 12    |
| 40    | 40 a 44 | 16    |
| 20    | 35 a 39 | 32    |
| 8     | 30 a 34 | 20    |
| 12    | 25 a 29 | 8     |
| 16    | 20 a 24 | 8     |
| 24    | 15 a 19 | 12    |
| 16    | 10 a 14 | 8     |
| 12    | 5 a 9   | 24    |
| 16    | 0 a 4   | 20    |

## Economia
El 2007 la població en edat de treballar era de 359 persones, 291 eren actives i 68 eren inactives. De les 291 persones actives 273 estaven ocupades (148 homes i 125 dones) i 17 estaven aturades (8 homes i 9 dones). De les 68 persones inactives 31 estaven jubilades, 15 estaven estudiant i 22 estaven classificades com a «altres inactius».

### Ingressos
El 2009 a Marcilly-lès-Buxy hi havia 247 unitats fiscals que integraven 641 persones, la mediana anual d'ingressos fiscals per persona era de 18.688 €.

### Activitats econòmiques
Dels 27 establiments que hi havia el 2007, 1 era d'una empresa alimentària, 1 d'una empresa de fabricació d'altres productes industrials, 7 d'empreses de construcció, 5 d'empreses de comerç i reparació d'automòbils, 2 d'empreses de transport, 1 d'una empresa d'hostatgeria i restauració, 5 d'empreses de serveis, 2 d'entitats de l'administració pública i 3 d'empreses classificades com a «altres activitats de serveis».
Dels 13 establiments de servei als particulars que hi havia el 2009, 1 era una oficina de correu, 1 taller de reparació d'automòbils i de material agrícola, 4 paletes, 2 guixaires pintors, 2 fusteries, 1 perruqueria i 2 restaurants.
L'únic establiment comercial que hi havia el 2009 era una fleca.
L'any 2000 a Marcilly-lès-Buxy hi havia 10 explotacions agrícoles.

## Equipaments sanitaris i escolars
El 2009 hi havia una escola elemental integrada dins d'un grup escolar amb les comunes properes formant una escola dispersa.

## Poblacions més properes
El següent diagrama mostra les poblacions més properes.